# Salina (Kansas)
Salina is een plaats (city) in de Amerikaanse staat Kansas, en valt bestuurlijk gezien onder Saline County. Salina werd in 1858 gesticht. Het was toen de meest westelijke nederzetting langs de Smoky Hill Trail richting westen.

## Demografie
Bij de volkstelling in 2000 werd het aantal inwoners vastgesteld op 45.679.
In 2006 is het aantal inwoners door het United States Census Bureau geschat op 46.140, een stijging van 461 (1.0%).

## Geografie
Volgens het United States Census Bureau beslaat de plaats een oppervlakte van 59,0 km², waarvan 58,9 km² land en 0,1 km² water.

## Plaatsen in de nabije omgeving
De onderstaande figuur toont nabijgelegen plaatsen in een straal van 24 km rond Salina.

## Geboren
- George Murdock (1930-2012), acteur